# Антенная решётка

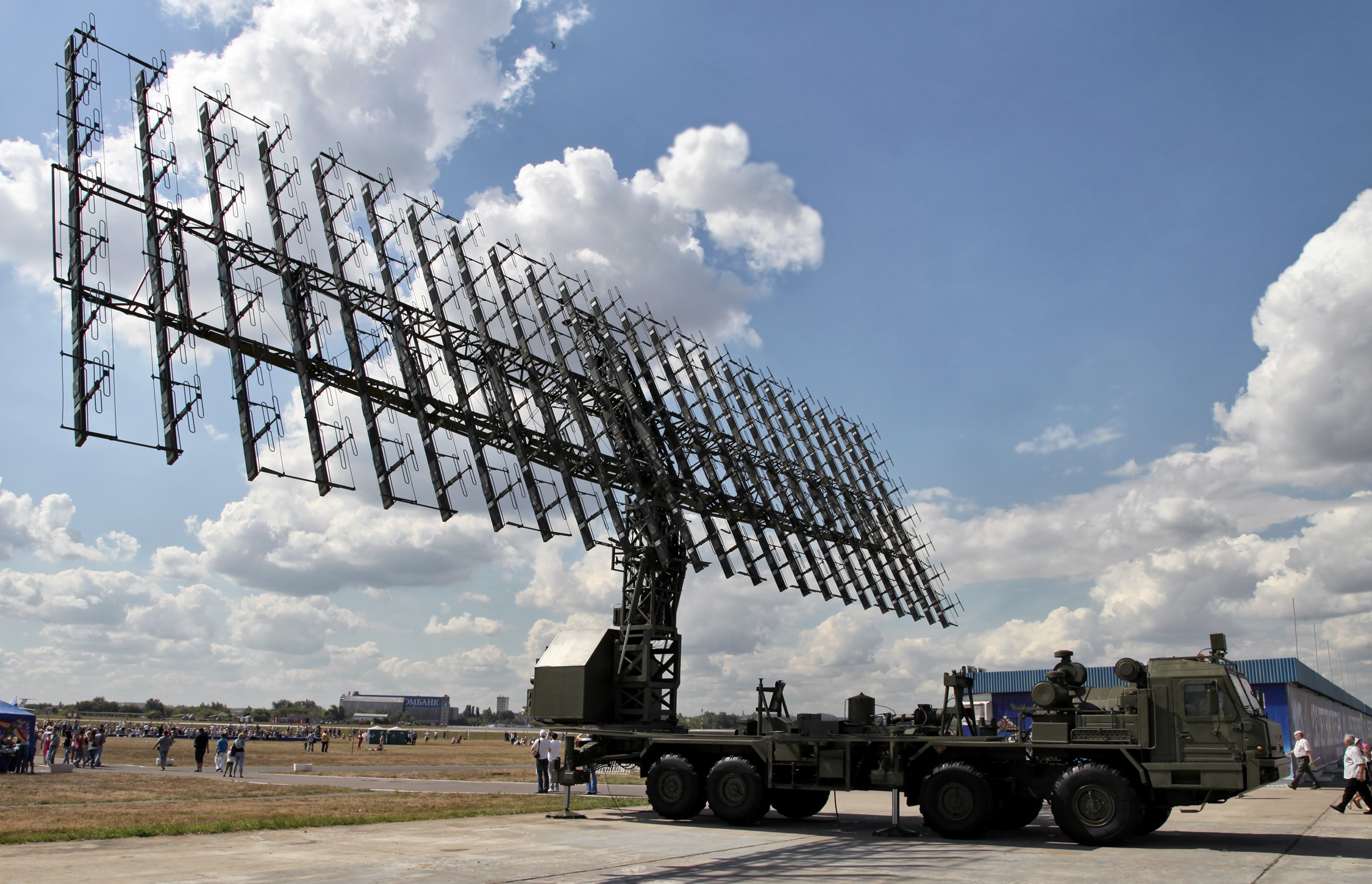
Российская радиолокационная станция метрового диапазона волн Небо-М, оснащенная фазированной антенной решеткой. Элементами плоского излучающего полотна являются трехэлементные антенны из петлевых вибраторов

Антенная решётка (АР) — сложная антенна, содержащая совокупность излучающих элементов (одиночных антенн или групп антенн), расположенных в пространстве в определенном порядке, ориентированных и возбуждаемых так, чтобы получить заданную диаграмму направленности.
Антенная решетка позволяет получить требуемые радиотехнические показатели (направление, форму и ширину луча, коэффициент направленного действия, уровень боковых лепестков и др.) путём формирования определённого распределения амплитуд и фаз возбуждающих излучающие элементы токов или полей (амплитудно-фазового распределения, АФР), в отличие от одиночных антенн (например, рупорных, зеркальных), в которых эта же задача решается выбором их формы, размеров, материалов, конструкции. В антенной решетке АФР фиксировано, возможность управления АФР в рабочем режиме отсутствует. Например, для оперативного изменения направления луча в пространстве излучающее полотно антенной решетки приходится механически поворачивать. Более сложная антенна — фазированная антенная решетка (ФАР) позволяет произвольно изменять АФР или осуществлять последовательно во времени или одновременно несколько фиксированных вариантов АФР. Отличительным признаком антенной решетки является объединение входов излучающих элементов в один единый вход (например, с помощью распределителя или путем эфирного питания), поэтому многолучевая АР и АР с суммарно-разностными входами с механическим сканированием луча относятся к фазированным антенным решеткам.

## Элементарный излучатель антенной решётки
В качестве элементарных излучателей в АР могут использоваться различные антенны как малой, так и большой направленности. Например, в простейших решётках в качестве элементарной антенны могут быть установлены симметричные и несимметричные вибраторы, волноводные щели, печатные излучатели и т. п. В радиоастрономии используются системы из нескольких больших зеркальных антенн с узкой диаграммой направленности, сориентированных в одном направлении. Это позволяет увеличить в N раз коэффициент усиления системы и принимать сигнал из пространства на малых отношениях сигнал/шум.

## Варианты конструкций
Антенные элементы в АР могут быть расположены различным способом. Если фазовые центры излучателей расположены в одной оси, то решётка называется линейной, если в плоскости — плоской. Существуют и более сложные варианты размещений антенных элементов в пространстве. Зачастую такие системы называют конформными, потому что они повторяют форму поверхности, на которой размещены излучатели. Например, это может быть поверхность летательного аппарата, спутника земли либо сложный рельеф местности. Наиболее распространены антенные решётки, излучающие элементы которых расположены в одной плоскости.

## Формирование излучения
Для того чтобы получить принятый из пространства сигнал на выходе АР, необходимо произвести когерентное сложение сигналов от всех элементов антенной решётки. За это отвечает распределительная система, построенная на элементах СВЧ-тракта, включающих в себя линии передачи, системы управления и устройства сложения сигналов.
Диаграмма направленности формируется амплитудным и фазовым распределением по апертуре антенны.

### Амплитудное распределение
Амплитудное распределение — это зависимость коэффициента передачи в конкретном излучающем элементе АР. Обычно для формирования узконаправленного излучения используется равномерное либо спадающее к краям апертуры амплитудное распределение.

### Фазовое распределение
Фазовое распределение — зависимость разности фаз между соседними излучателями. В общем случае определяет временную задержку сигнала падающей волны, связанную с разностью хода волн между соседними излучателями.
На практике чаще всего применяются два типа фазовых распределений:
- Синфазное (синфазная антенна)
- Линейное (антенна бегущей волны).

В первом случае антенна формирует излучения по нормали к апертуре. Второй тип фазового распределения позволяет сформировать излучение под некоторым углом к апертуре.
Более сложные фазовые распределения (например, квадратичное) могут применяться для подавления боковых лепестков ДН, формирования диаграмм направленности сложной формы и при многолучевой работе.

### Адаптивные антенные решётки
В процессе работы системы изменяются как внешние, так и внутренние условия работы. Появляются источники помех (для РЛС), отказы отдельных элементов, условия электромагнитной совместимости. В сложных системах существует возможность подстраивать характеристики направленности АР в процессе работы. Для этого вычислительный комплекс системы управления перестраивает по особым алгоритмам коэффициенты передачи в каждом пространственном канале АР (элементарном излучателе), меняя тем самым амплитудно-фазовое распределение так, чтобы сформировать «ноль» в направлении источника помехи, либо скомпенсировать вышедший из строя антенный элемент. Это позволяет существенно повысить качество работы системы, улучшить скрытность (для РЛС). Такие системы получили название адаптивных антенных решеток.

## Преимущества и недостатки
Преимущество антенной решетки перед другими антеннами заключается в:
- возможности применения электрического сканирования (перемещения луча в пространстве без физического изменения положения антенны);
- повышении усиления антенны в сравнении с элементарным излучателем;
- возможности формирования диаграммы направленности сложной формы;
  - адаптация к помеховой обстановке и компенсация отказов оборудования;
  - формирование ДН косекансной формы для оптимизации использования энергетического потенциала системы по дальности;
  - возможность многолучевой работы.

В недостатки системы можно выделить:
- сложность расчёта конструкции и электрических параметров;
- сужение полосы, вызванное искажением формы ДН на частотах, отличных от расчётной;
- сложность элементной базы и высокие требования к ней;
- высокую стоимость.

## Галерея

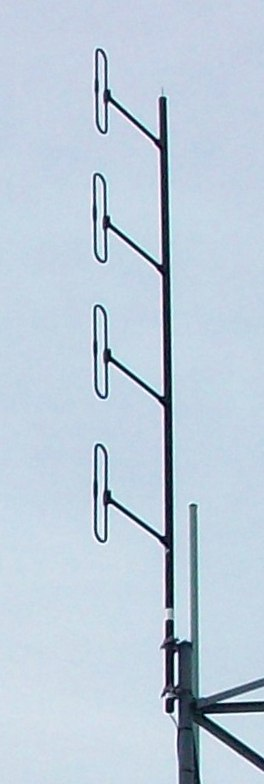
Четырёхэлементная коллинеарная АР диапазона ОВЧ из петлевых вибраторов
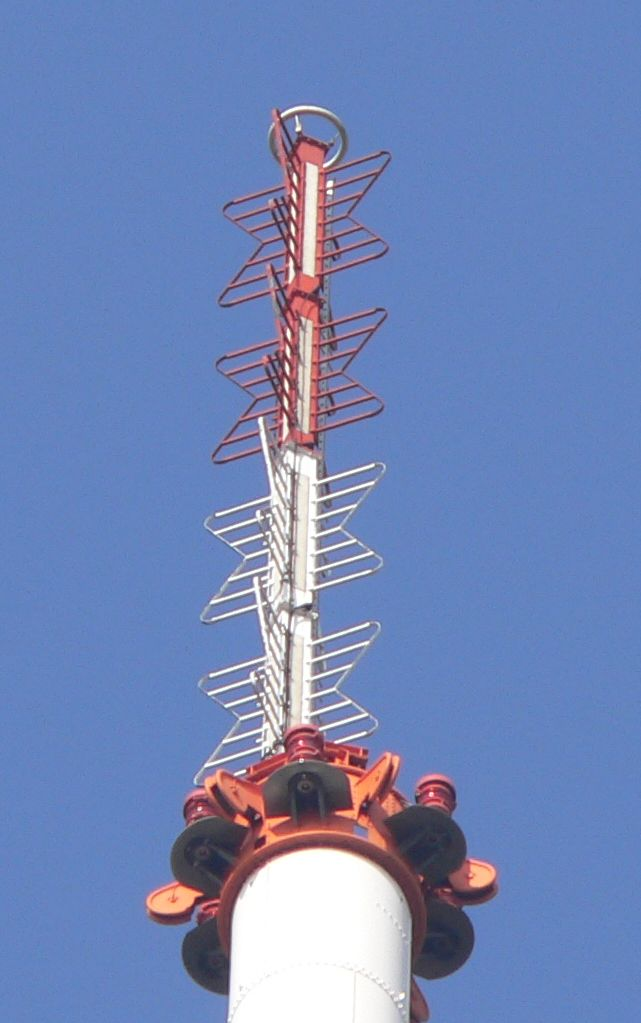
Широкополосная АР диапазона ОВЧ станции телевизионного вещания
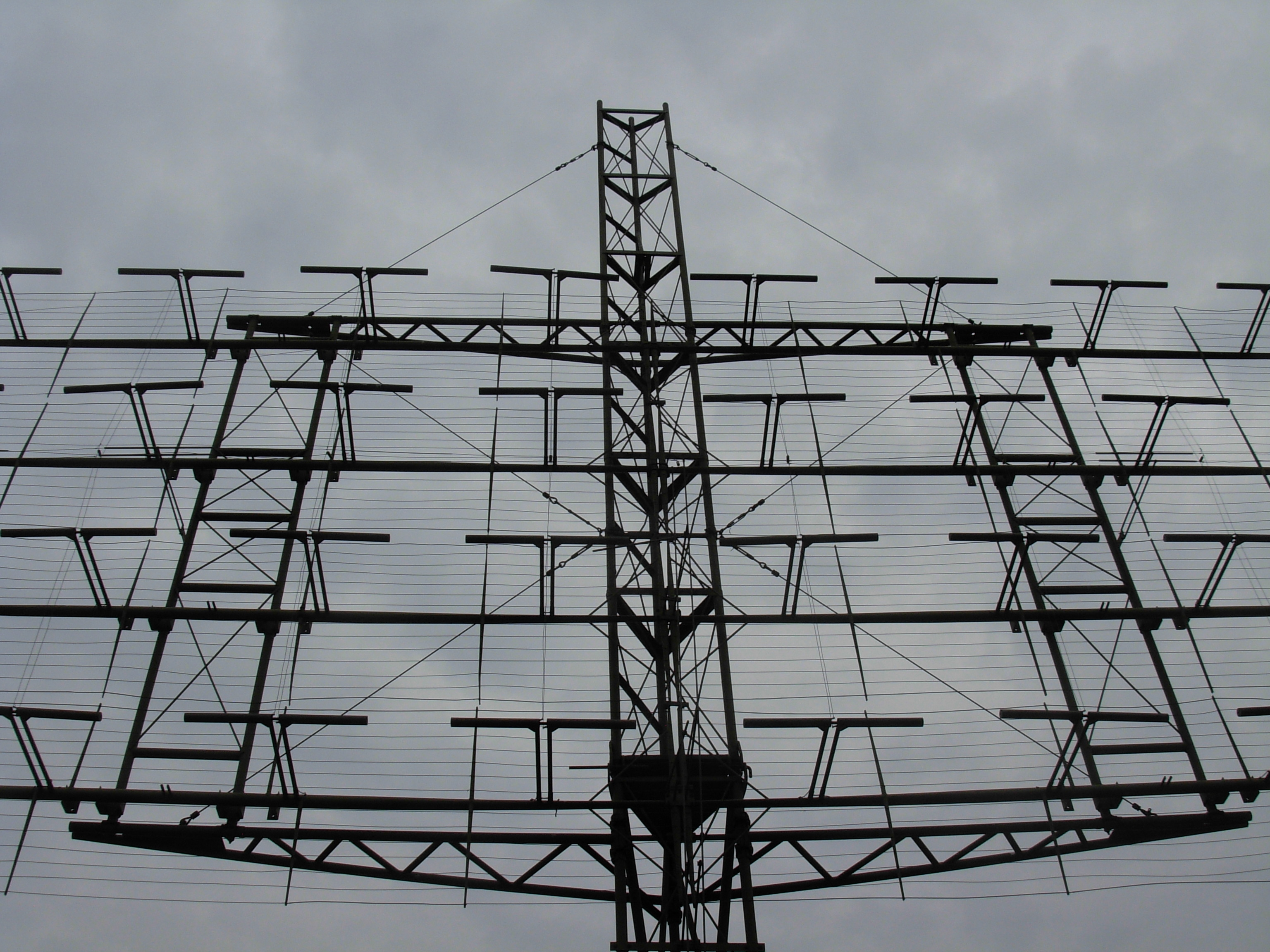
Вибраторная АР с механическим сканированием на частоту 106 МГц радиолокационной станции дальнего обнаружения SCR-270 (США) периода Второй мировой войны
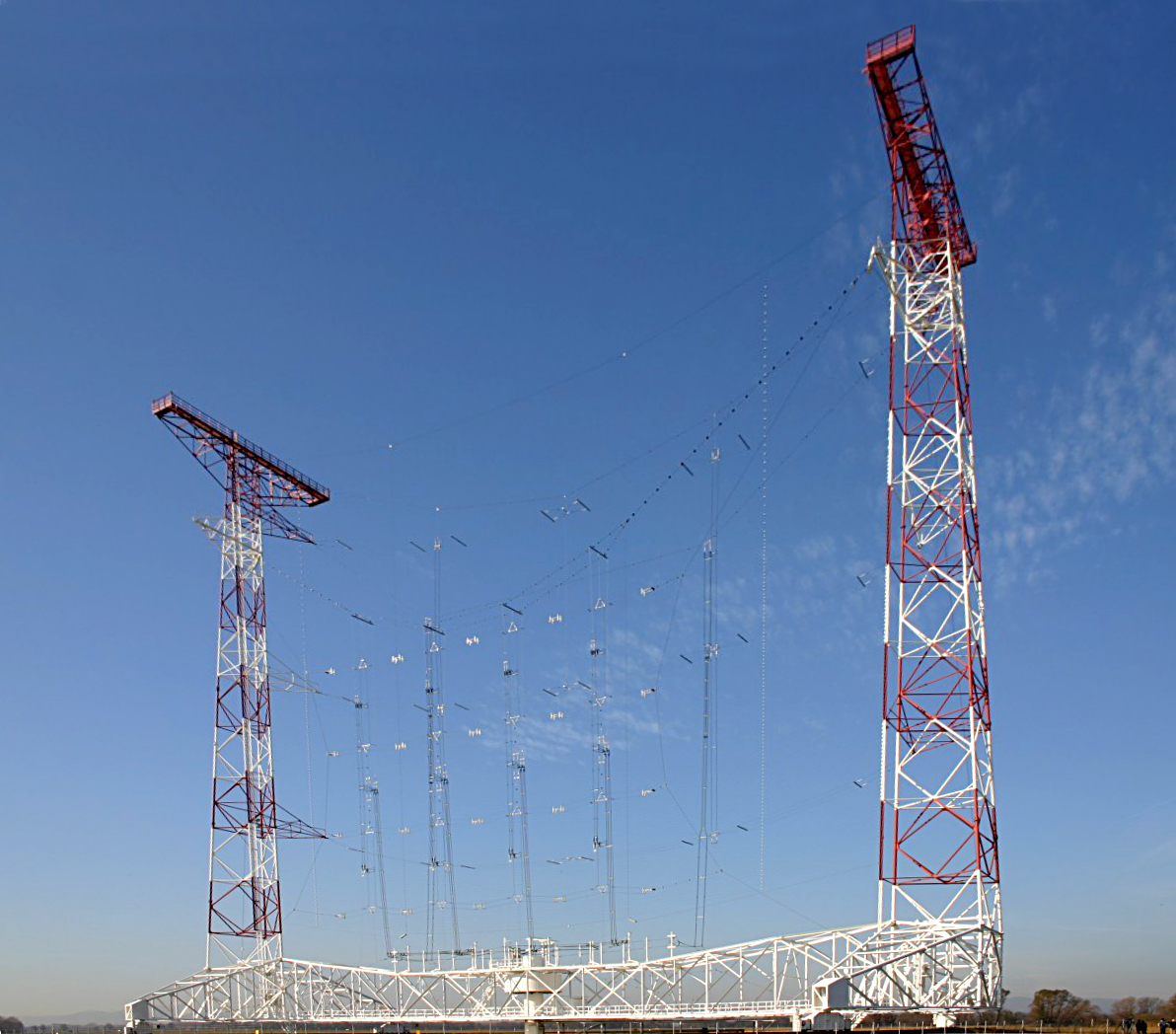
АР передающего центра диапазона ВЧ. Проволочные вибраторы подвешены горизонтально между двумя мачтами
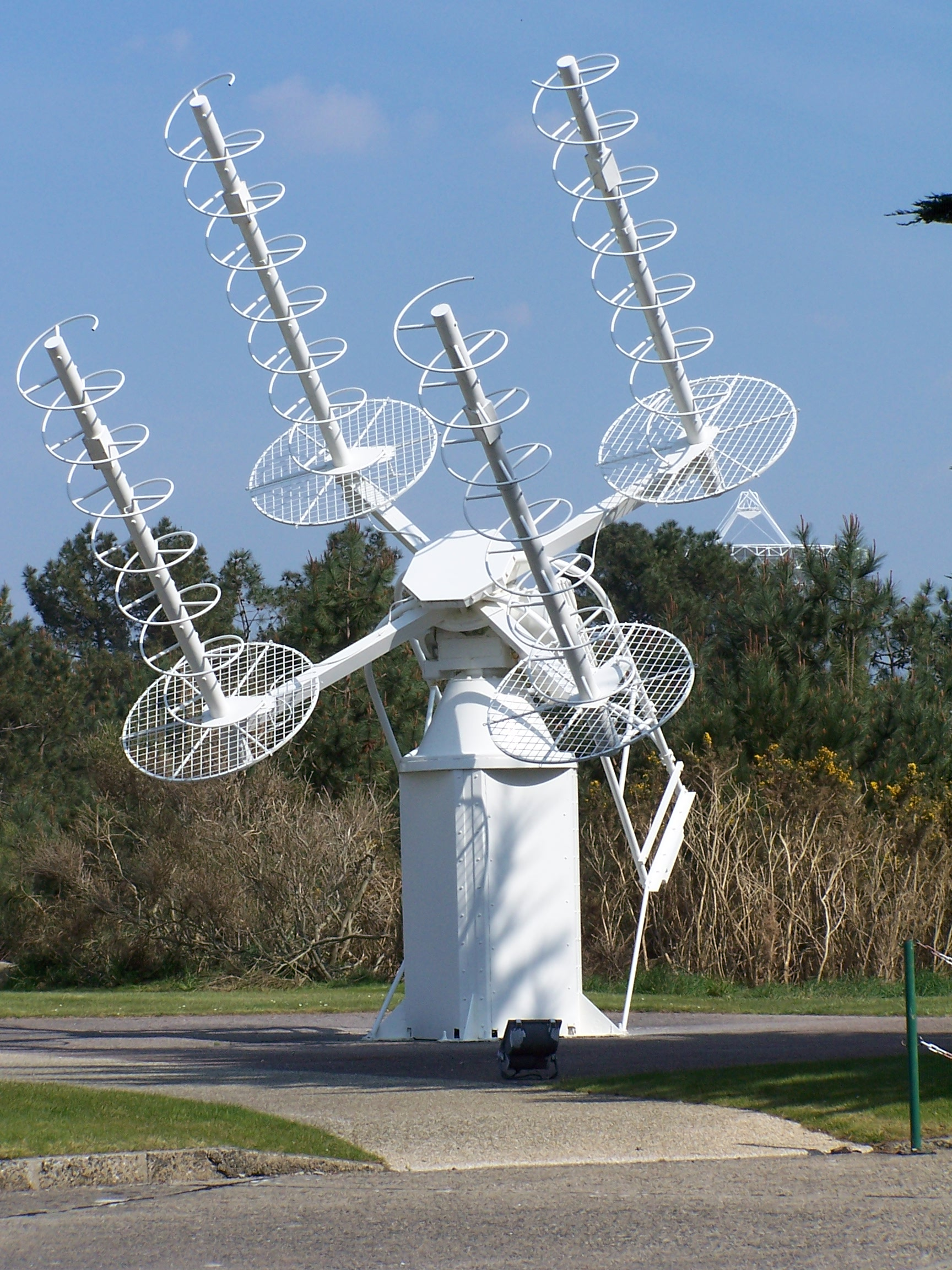
АР из четырёх спиральных антенн системы передачи телеметрической информации
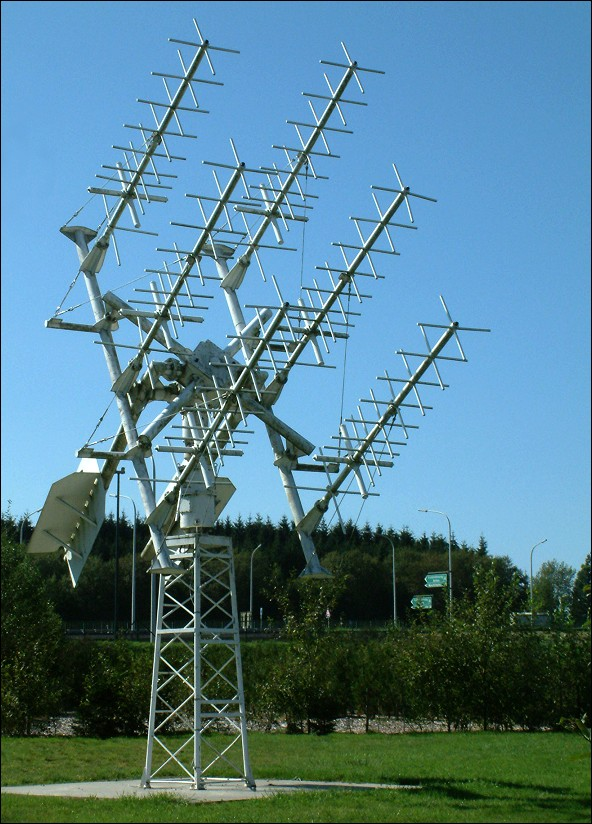
АР системы спутниковой связи. Каждая из четырёх девятиэлементных вибраторных антенн «волновой канал» также является антенной решеткой.
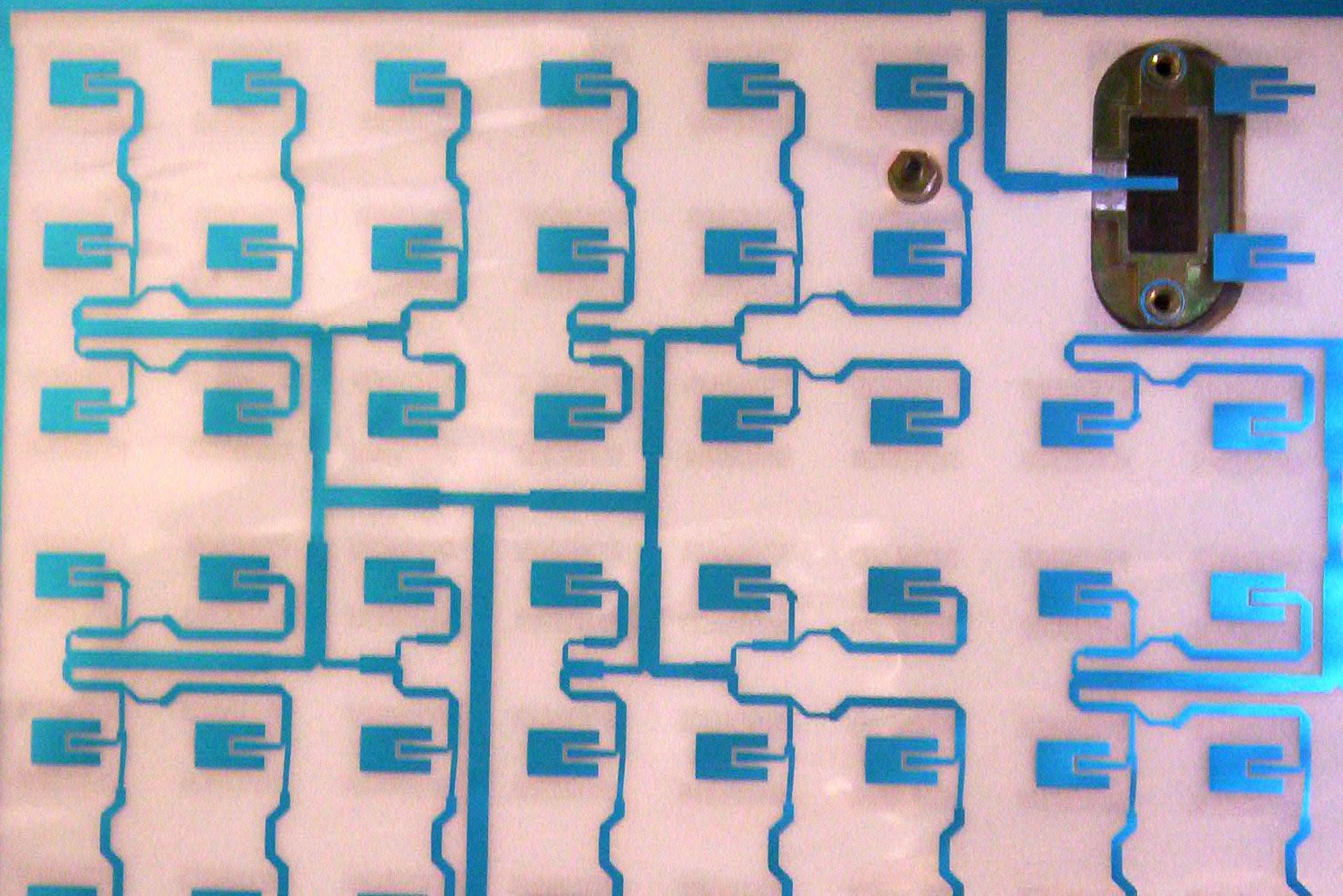
Микрополосковая АР для приема сигналов спутникового телевидения.
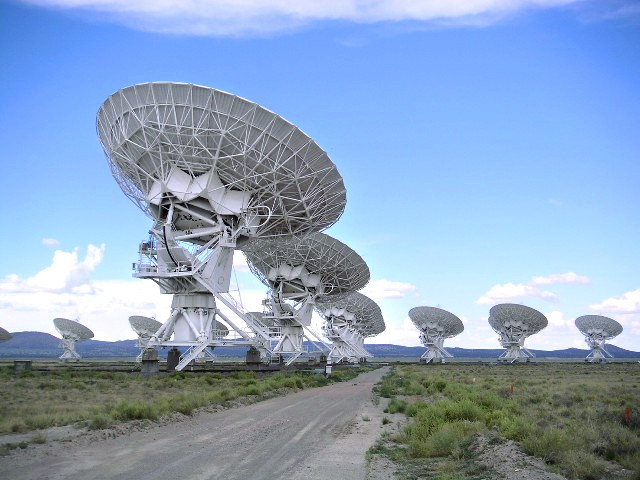
АР радиотелескопа Very Large Array, элементами которой являются 27 зеркальных антенн